# Adolf Schärf
Adolf Schärf (Mikulov, 1890. április 20. – Bécs, 1965. február 28.) osztrák ügyvéd, politikus, 1945-től 1957-ig alkancellár és az SPÖ elnöke, majd 1957-től haláláig Ausztria szövetségi elnöke.

## Élete
Adolf Schärf 1890-ben született a morvaországi Mikulovban, szegény munkáscsalád fiaként. Családjával 1899-ben Bécsbe költöztek. Középiskolai tanulmányait Hernalsban végezte, majd a bécsi egyetemen hallgatott jogot. 1914 nyarán, négy héttel az első világháború kitörése előtt szerzett jogi doktorátust, majd a háború kezdetén önkéntesként bevonult a Császári és Királyi Hadseregbe, ahonnan 1918-ban tartalékos hadnagyként szerelt le.
1918 és 1934 között az osztrák Nemzeti Tanács szociáldemokrata elnökeinek, Karl Seitznek, Matthias Elderschnek, majd Karl Rennernek volt titkára, közben az Osztrák Szociáldemokrata Párt képviselőcsoportjának titkáraként dolgozott, és 1933-ban a Szövetségi Tanács képviselője lett. Dollfuß és pártja hatalomátvétele után, 1934-ben három hónapot töltött börtönben, majd az év végén nyugdíjazták. Ezt követően ügyvédi vizsgát tett, és ügyvédként dolgozott előbb bátyja ügyvédi irodájában, majd 1936-ban saját irodát nyitott. Az Anschluss után, 1938-ban tizenkét napig, a Hitler elleni 1944-es merényletet követően pedig öt hétig volt a Gestapo foglya, mert kapcsolatban állt a Heinrich Maier vezette ellenállási csoporttal.
A második világháborút követően, 1945-ben az SPÖ alapító elnöke, a Nemzeti Tanács képviselője és pártja képviselőcsoportjának vezetője, valamint Karl Renner kormányának tárca nélküli minisztere lett. Az év végén a Leopold Figl vezette nagykoalíciós kormány alkancellárja lett, tisztségét Julius Raab kancellár mellett is megőrizte. 1954-től 1955-ig ideiglenesen az igazságügyi tárcát is vezette. 1955-ben részt vett az osztrák államszerződés megkötésével záruló tárgyalásokban, Raab, Figl és Bruno Kreisky társaságában Moszkvában is tárgyalt.
1957-ben Ausztria szövetségi elnökévé választották, majd hatéves ciklusa után, 1963-ban újraválasztották, elsőként a második világháború utáni elnökök közül. Államfőként igyekezett pártatlan maradni, az általa megalapozott SPÖ-ÖVP-nagykoalíció támogatója volt. Egyik legfontosabb diplomáciai sikere az 1961-es Kennedy-Hruscsov-csúcstalálkozó megszervezése volt Bécsben. Hivatali ideje alatt, 1965 februárjában hunyt el Bécsben, 74 éves korában.
Felesége 1915-től Hilda Hammer volt (1886-1956), két gyermekük született: Reinhold fiuk a második világháborúban, az orosz fronton esett el, míg Martha lányuk Schärf elnöksége idején özvegy apja mellett a „first lady” szerepét töltötte be, később pedig az osztrák UNICEF-bizottság elnöke lett.

## Fordítás
Ez a szócikk részben vagy egészben  az   Adolf Schärf című német Wikipédia-szócikk ezen változatának fordításán alapul.  Az eredeti cikk szerkesztőit annak laptörténete sorolja fel. Ez a jelzés csupán a megfogalmazás eredetét és a szerzői jogokat jelzi, nem szolgál a cikkben szereplő információk forrásmegjelöléseként.
| Elődje: Julius Raab | Az Osztrák Köztársaság (szövetségi) elnöke 1957. május 22. – 1965. február 28. | Utódja: Josef Klaus (ideiglenesen) Franz Jonas |